# الحي (الجيزة)
قرية الحي هي إحدى القرى التابعة لمركز الصف في محافظة الجيزة في جمهورية مصر العربية. حسب إحصاءات سنة 2006، بلغ إجمالي السكان في الحى 7641 نسمة، منهم 3879 رجل و3762 امرأة.